# Bulweria fallax
Bulweria fallax là một loài chim trong họ Procellariidae.